# 서북협성학교
서북협성학교는 1908년 서북인들이 서울 종로구 낙원동 282번지에 세운 학교이다. 현재 재단법인, 광신학원의 모체이다.

## 설립목적
서북학회(西北學會)가 설립한 교육구국(敎育求國)의 사립학교로, 서북협성학교는 서우학회(西友學會)가 운영하던 서우사범학교(西友師範學校)와 한북흥학회(漢北興學會)가 운영하던 한북의숙(漢北義塾)이 통합되어 만들어진 학교다.
당시 사립학교 설립운동이 대중적이고 전국적인 범위로 확대·발전한 데에는 각 지역학회들과 계몽운동가들의 역할이 컸다. 그 선구적인 역할을 담당한 것이 서우학회의 한북흥학회였다. 사립학교의 건립에 있어서 가장 중요한 문제는 늘어나는 교원에 대한 수요를 충족시키는 일이었다. 이와 관련하여 많은 학회들은 교원양성사업인 사범교육에 관심을 돌렸다. 서북 학회에서 서북협성학교를 세운 것은 이러한 취지의 목적 때문이었다. 이들은 서북협성학교에 사범과를 두고 애국 계몽 운동을 펼치기 위한 교사 양성에 주력하였다.

## 개교 과정
서우학회는 본래 1905년 11월 1일 서우사범학교라는 속성사범과(速成師範科)를 만들었고 한북흥학회는 1907년 1월 3일 한북의숙을 설립하여 운영하고 있었다. 그러던 중 1908년 두 학회가 통합되어 서북학회가 출범하였고 이에 맞추어 같은 해 11월 3일 경성부 낙원동 282번지에 교사를 신축하여 서북협성학교를 설립하였다.
서북협성학교의 교장에는 이종호(李鍾浩)가 취임했는데, 이때 이동휘(李東輝)는 두 학회의 통합을 ‘독립지기초(獨立之基礎)’라고 했고, 박은식(朴殷植)은 두 학회의 통합을 ‘전국 동포의 무궁한 복지를 가져올 단합정신’이라고 하였다. 후에 박은식은 서북협성학교의 교장을 맡아 본격적으로 민족교육을 실천하여 갔다. 그리고 서북협성학교의 분교 설립을 적극 추진하여 1908년부터 1909년 말까지 전국 각지에 63개 지교(支校)를 설치하였고, 이를 매개로 항일 민족의식을 고취하며 신교육을 통한 민족의 실력양성운동에 진력하였다.
한일합병후 서북학회가 강제 해산됨에 따라 1910년 10월 1일 서북협성학교는 오성학교(五星學校)로 교명을 고쳐 부르다가 1918년 4월에 총독부로부터 폐교조치를 받게 되었다. 그러다가 1921년 4월에 최시준(崔時俊)이 오성강습소(五星講習所)를 설치하고 1922년 3월에 최시준·오희원(吳熙源)·허헌(許憲) 등이 설립자가 되어, 1927년 7월 1일 다시 협성실업학교로 개편되었다.
지금의 광신(光新)중·상업고등학교는 협성학교의 후신이다. 1987년 1월 2일 광신고등학교 36학급 설립인가를 받아 1987년 3월 3일 관악구 삼성동 328번지에서 12학급, 706명으로 새롭게 개교하였다.

### 연혁
- 1905년 11월 1일 이갑, 유동렬, 박은식 등 서우 사범학교 설립[1]
- 1907년 1월 3일 이종호, 김주병, 이준 등 한북의숙 설립
- 1908년 11월 2일 경성부 낙원동 282번지에 신축개교
- 1908년 11월 3일 서우 사범학교와 한북의숙을 통합 서북 협성학교로 개명
- 1910년 10월 1일 경술국치 후 서북학회 해체, 교명을 오성학교로 개명
- 1939년 4월 1일 화신백화점 박흥식, 재단이사장으로 취임
- 1940년 7월 1일 오성학교를 광신상업학교로 개명

## 같이 보기
- 서북학회
- 광신고등학교
- 광신정보산업고등학교

## 참고 문헌
- 『한국개화교육연구』손인수, 일지사(1981년)